# Mantouxtest
Mantouxtest, uppkallat efter Charles Mantoux, är ett screeningtest som används för att identifiera tuberkulossmitta. Det framrenade protein som används vid så dessa test kallas för purified protein derivative (eller PPD). PPD-vätskan injiceras intracutant (i huden) och efter tre dygn avläses PPD-reaktionen. Man mäter då hur stor indurationen, det vill säga förhårdnaden (inte rodnaden) kring injektionsstället blivit. Ju större förhårdnad, desto större sannolikhet för att personen är infekterad av en mykobakterie, till exempel Mycobacterium tuberculosis som orsakar tuberkulos. Kraftig reaktion ses både vid latent och aktiv tuberkulos. Kraftig reaktion ses även vid infektioner orsakade av andra mykobakterier (ofta infektioner utan betydelse) eller efter genomgången BCG-vaccination (vaccination mot tuberkulos). Hos patienter som är svårt tuberkulossjuka eller de med försvagat immunsystem kan PPD-reaktionen vara helt eller delvis utsläckt, det vill säga förhårdnad saknas.
Reaktion på 0–5 mm anses negativ, 6–14 mm positiv och 15 mm eller mer starkt positiv.